# Build the Enterprise
Build the Enterprise é um projeto para criar uma versão na vida real da Nave estelar Enterprise, a nave espacial apresentada no show de ficção científica Star Trek. O projeto é detalhado em seu website, Build the Enterprise, e é liderado pelo engenheiro que usa o nome BTE Dan. Ele se cita como um engenheiro de sistemas e engenheiro elétrico que trabalhou na companhia Fortune 500 nos últimos 30 anos. A nave seria capaz de carregar pessoal, suprimentos e equipamento necessários para uma longa viagem ou colonização de outro planeta.

## História
O website foi lançado em Maio de 2012. Ganhou reconhecimento geral após a história ser coberta pelas principais empresas de notícias NBCNews, Huffington Post, e Mail Online.  Em 22 de dezembro de 2012, BTE Dan criou uma petição no website “We the People” da Casa Branca. A petição dizia que a NASA devia fazer um estudo de possibilidade do projeto. A petição no site requer 25,000 assinaturas em 30 dias para conseguir atenção da Casa Branca1. Entretanto, a petição conseguiu apenas 7,200 assinaturas.

## Propulsão
De acordo com a proposta original, ainda encontrada no site, a Gen1 Enterprise vai ter 3 motores principais. Eles serão propulsores de íons que dão aceleração constante. Essa aceleração será lenta, mas com o tempo vai permitir que a nave viaje em grandes velocidades. Os motores receberão energia nuclear. O sistema de energia nuclear também será usado para equipar a iluminação da nave, controles e todos os demais equipamentos a bordo.
Em adição aos motores principais, também terão os motores de impulso para pequenas explosões de empuxo. Eles serçao usados para ajudar a nave a sair de órbita ao redor de um planeta ou Lua rapidamente. Eles também serão usados quando é necessário um impulso de emergência para evitar obstáculos. Ao contrários dos motores princiapais, os de impulso precisam ser mais poderosos. Assim sendo, eles serão alimentados por propelente líquido feito de hidrogênio líquido e oxigênio líquido.
Atividade contínua subsequente nas páginas do fórum tem oferecido numerosas alternativas à proposta original. Entre elas, em vez de usar variantes de motores a íon tradicionais, o uso de motores VASIMR é atualmente sendo fortemente considerado, apesar de ainda ser ligado por (saída) 2.5 GigaWatt de usinas nucleares. Outras alternativas possíveis para a propulsão principal e fontes de energia estão sendo consideradas enquanto novas tecnologias estão constantemente sendo criadas e testadas.
Da mesma forma, planos para os motores de "impulso" estão sendo modificados, como propulsores convencionais são considerados muito fracos para qualquer uso prático. Uma opção proposta seria tocar os geradores nucleares diretamente nos foguetes térmicos nucleares de forma similar ao conceito NERVA. Foguetes químicos podem ainda ser úteis como parte no sistema de controle de reação, para manobras bem finas.

## Dobra Espacial
Em Houston, Texas, no Johnson Space Center, Harold White está trabalhando para criar uma dobra espacial que pode ser usada para propulsão. Apesar desse projeto não estar relacionado com o proposto pelo BTE Dan, ainda poderia ser usado numa versão futura da Enterprise. O projeto é baseado na métrica do espaço-tempo de Miguel Alcubierre. A dobra espacial permitiria que a nave viajasse mais rápido que a velocidade da luz ao comprimir o espaço ao seu redor para criar uma bolha móvel. Mas por enquanto, ainda existem muitos problemas com a teoria.

## Financiamento
A Gen1 Enterprise está programada para custar $706 bilhões USD. Isso não incluí os custos para lançar as partes necessárias ao espaço, entretanto. O custo total do projeto é estumado em $983 bilhões USD. É proposto que a NASA vá criar um programa para criar a espaçonave. A nave precisaria de 20 anos para ser construída, e o Congresso alocaria 0.27% do PIB cada ano ao programa.

## Comparação com ao Show da TV
Nota: Para mais informação sobre a nave estelar original, ver Enterprise
A espaçonave proposta é nomeada como Gen1 Enterprise. Ao contrário da Enterprise original, o deck do hangar será abaixo do casco do disco em vez da seção inferior do casco. Isso é porque o caso inferior será reservado para o motor e reator nuclear principal. Em adição, a Ponte será movida para mais abaixo, para que fique ao alcance da roda gravitacional.
- Este artigo foi inicialmente traduzido, total ou parcialmente, do artigo da Wikipédia em inglês cujo título é «Build the Enterprise».